# Pottery Barn

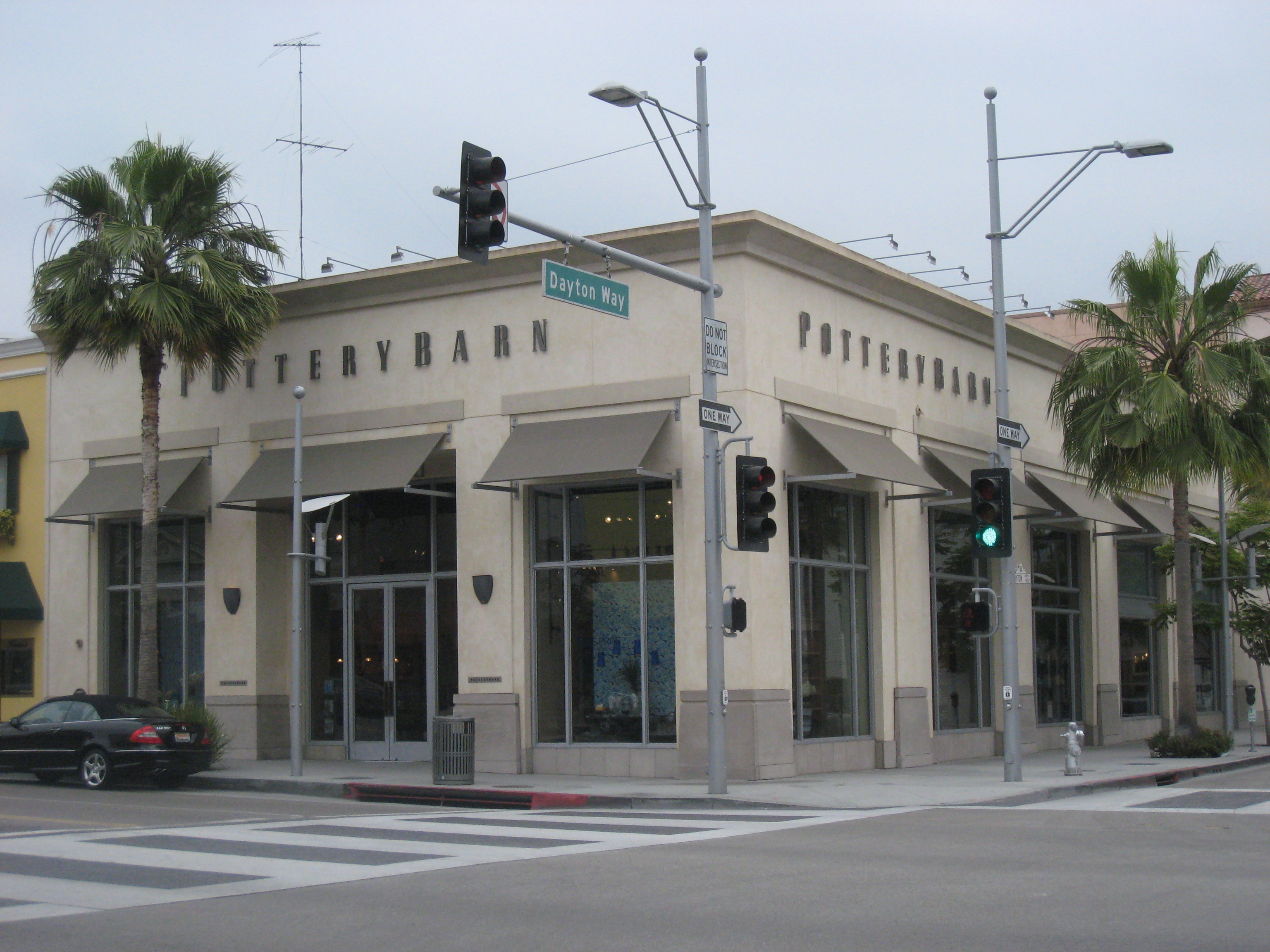
Filial da rede em Beverly Hills, Califórnia

Pottery Barn é uma rede de lojas de móveis, presente nos Estados Unidos e Canadá. A matriz está localizada em São Francisco, Califórnia. Foi fundada em 1950 pelos irmãos Paul e Morris Secon.
Ficou popular no mundo todo após ser muito citada no seriado Friends, no episódio Aquele com a Mesa do Boticário. Também foi rapidamente citada no seriado The Big Bang Theory, no episódio "The Euclide Alternative", da Segunda Temporada, no sétimo episódio da segunda temporada de Cold Case (It´s Raining Men) e no episódio Piloto de Glee e Breaking Bad. Além disso, há uma citação no episódio 11 da oitava temporada de Two and a Half Men (episódio "Morto da Cintura Pra Baixo).